# Elektrenika
Elektrenika – trzecia płyta Reni Jusis. Pierwsza polska masowa płyta klubowa. Utrzymana w klimatach house, electro, 2step. Na tej płycie znajduje się piosenka „Nigdy Ciebie Nie Zapomnę” („Jakby Przez Sen”) uznawana przez krytyków i DJ-ów za klasyk polskiej muzyki klubowej. Dzięki tej płycie Reni Jusis została okrzyknięta divą muzyki klubowej w Polsce. W nagraniach płyty wzięli udział Urszula Dudziak, Wojtek Pilichowski.
Nagrania dotarły do 23. miejsca polskiej listy przebojów – OLiS.

## Lista utworów
Opracowano na podstawie materiału źródłowego.
1. „Czuję, że czuję się dobrze” (sł. i muz. Reni Jusis) – 3:24
2. „Nic o mnie nie wiecie” (sł. M. Margielewski, Reni Jusis, muz. Reni Jusis) – 4:29
3. „Dla ciebie wyjdę z siebie” (sł. i muz. Reni Jusis) – 3:09
4. „Nie dokazuj, nie dokazuj miły” (sł. Reni Jusis, muz. Michał Przytuła, Reni Jusis) – 3:50
5. „Pozwól, że zabiorę cię do domu” (sł. i muz. Reni Jusis) – 6:01
6. „Śniło mi się” (sł. Reni Jusis, muz. Grzegorz Piotrowski, Michał Przytuła, Reni Jusis) – 3:23
7. „Jutro odpowiem” (gościnnie: Urszula Dudziak, sł. M. Margielewski, Reni Jusis, muz. Michał Przytuła, Reni Jusis) – 3:52
8. „Tylu tu ludzi” (sł. i muz. Reni Jusis) – 3:27
9. „Czy czujesz jak płonę” (sł. i muz. Reni Jusis) – 3:49
10. „A nie mówiłam” (sł. Reni Jusis, muz. Michał Przytuła, Reni Jusis) – 3:58
11. „Jakby przez sen” (sł. Reni Jusis, muz. Michał Przytuła, Reni Jusis) – 5:00
12. „Nic o mnie nie wiecie (Renix)” (sł. M. Margielewski, Reni Jusis, muz. Reni Jusis, remiks: Michał Przytuła, Reni Jusis) – 4:58
13. „Podaruj mi trochę słońca (Renix)” (sł. Maciej Dutkiewicz, muz. Adam Bem, remiks: Michał Przytuła, Reni Jusis) – 3:53

## Twórcy
Opracowano na podstawie materiału źródłowego.

- Michał Przytuła – aranżacje, instrumenty klawiszowe, mastering, miksowanie, produkcja muzyczna, realizacja nagrań
- Reni Jusis – aranżacje, instrumenty klawiszowe, produkcja muzyczna, śpiew
- Wojtek Pilichowski – gitara basowa
- Urszula Dudziak – gościnnie śpiew
- Marcin Masecki – instrumenty klawiszowe
- Mariusz Mielczarek – flet
- Michał Grymuza – gitara
- Grzegorz Piotrowski – saksofon
- Ygor Przebindowski – wibrafon
- Adam Krylik – śpiew